# Multi-Purpose Logistics Module

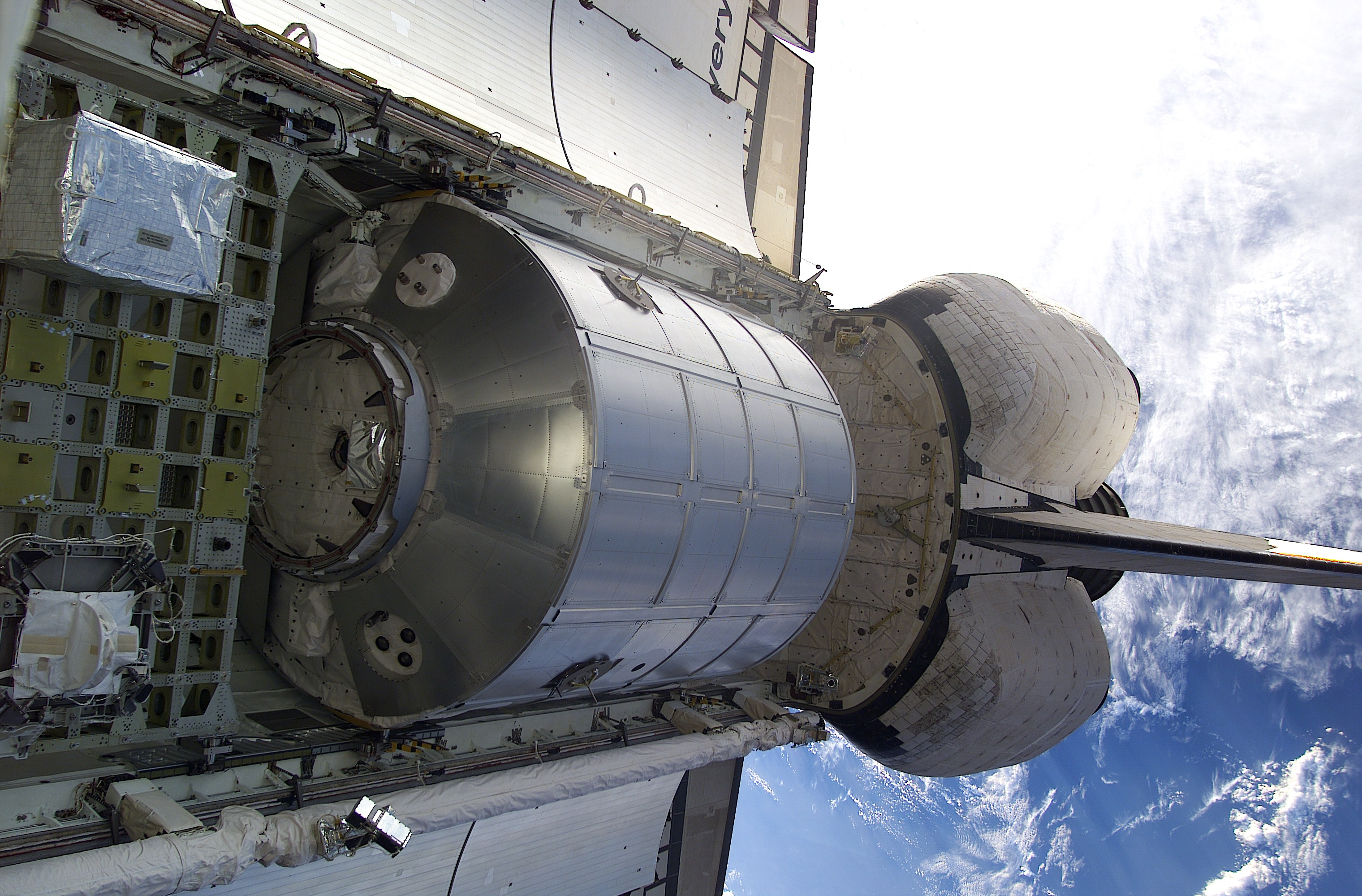
MPLM modul az űrrepülőgépben

A MPLM (Multi-Purpose Logistics Module) egy magas nyomású modul, mellyel az amerikai űrrepülőgép utánpótlást szállított a Nemzetközi Űrállomásra és onnan a Földre. A modult az Unity vagy a Harmony modulhoz kötik ki, ahonnan az ellátásokat átviszik a modulokba, a kísérleti eredményeket és a hulladékokat beteszik a modulba, mely a Space Shuttle rakterében jön vissza a Földre. Három ilyen modult építettek meg Olaszországban: Leonardo, Raffaello, Donatello. Elsőnek a Leonardo modult használták 2001 márciusában (STS–102). A MPLM eredetileg a Freedom űrállomásra volt tervezve. Először a Boeing épített volna egy ilyen modult, de 1992-ben Olaszország bejelentette, hogy épít egy utánpótlást-szállító modult, mely 4,5 tonna hasznos terhet képes szállítani. 1993-ban áttervezték, hosszabb lett és Multi-Purpose Logistic Module névre keresztelték. Méretei: 6,4 m hosszú, 4,6 m átmérőjű, 4,1 tonna önsúlyú és 9,1 tonna hasznos terhet képes szállítani.

## Repülések

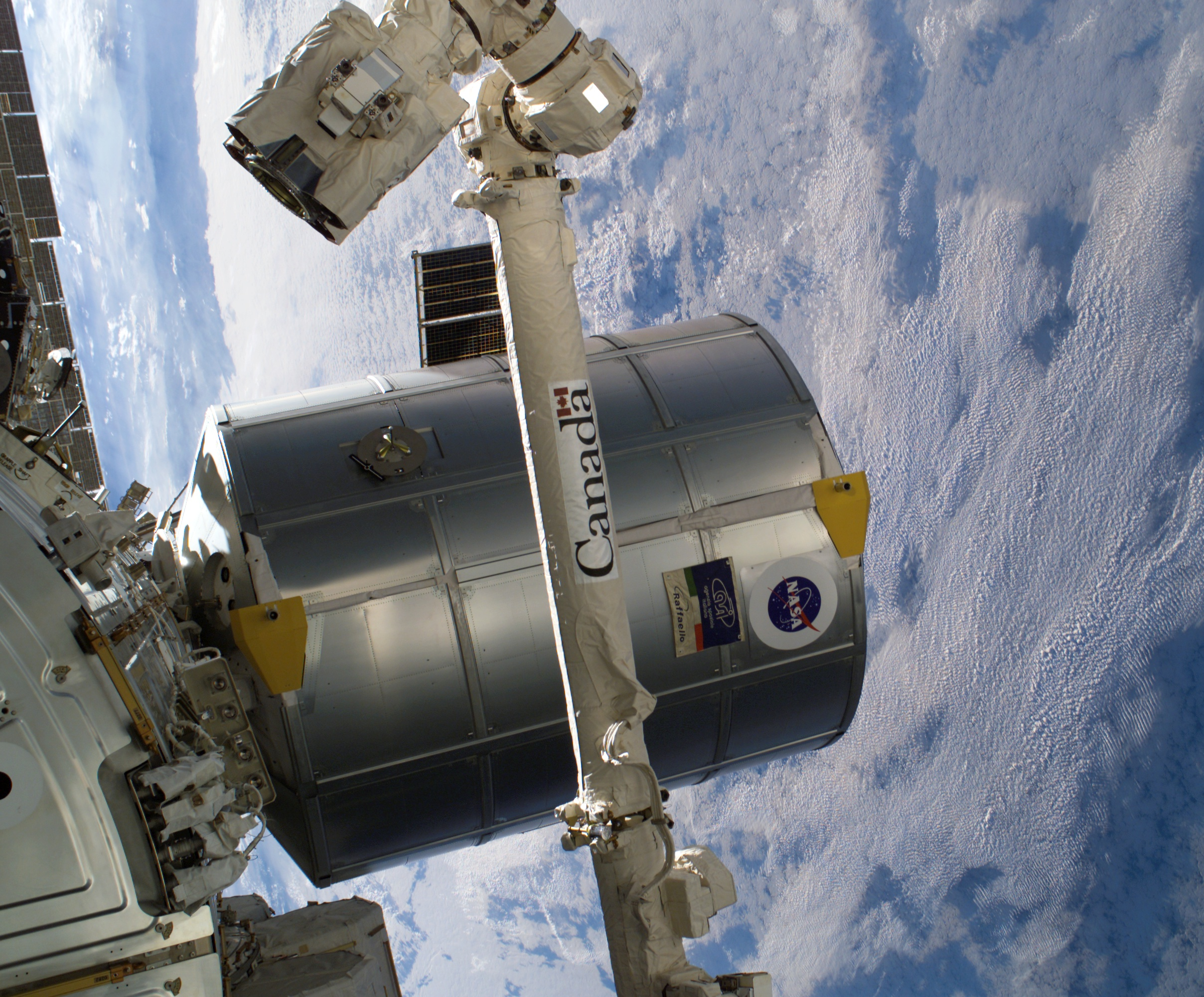
A Raffaello modul dokkolás után az STS–114 misszió alatt

Eddigi repülések
| Indítás dátuma      | Repülés             | Űrsikló neve          | MPLM modul neve |
| ------------------- | ------------------- | --------------------- | --------------- |
| 2001. március 8.    | STS–102 ISS 5A.1    | Discovery űrrepülőgép | Leonardo        |
| 2001. április 19.   | STS–100 ISS 6A      | Endeavour űrrepülőgép | Raffaello       |
| 2001. augusztus 10. | STS–105 ISS 7A.1    | Discovery űrrepülőgép | Leonardo        |
| 2001. december 5.   | STS–108 ISS UF-1    | Endeavour űrrepülőgép | Raffaello       |
| 2002. június 5.     | STS–111 ISS UF-2    | Endeavour űrrepülőgép | Leonardo        |
| 2005. július 26.    | STS–114 ISS LF 1    | Discovery űrrepülőgép | Raffaello       |
| 2006. július 4.     | STS–121 ISS ULF 1.1 | Discovery űrrepülőgép | Leonardo        |
| 2008. november 14.  | STS–126 ISS ULF 2   | Endeavour űrrepülőgép | Leonardo        |
| 2009. augusztus 30. | STS–128 ISS 17A     | Discovery űrrepülőgép | Leonardo        |
| 2010. április 5.    | STS–131 ISS 19A     | Discovery űrrepülőgép | Leonardo        |
| 2011 február 24.    | STS–133 ISS ULF 5   | Discovery űrrepülőgép | Leonardo        |

A Donatello modul nem repült.
További lehetséges repülés
| Indítás dátuma               | Repülés                                       | Űrsikló neve         | MPLM modul neve |
| ---------------------------- | --------------------------------------------- | -------------------- | --------------- |
| 2011. június 28. (tervezett) | STS–335 Az STS–134 lehetséges mentőküldetése. | Atlantis űrrepülőgép | Raffaello       |

## Állandó logisztikai modul
Rendelkezett a létfenntartás feltételeivel (tűzjelző- és oltó rendszer, elektromos hálózat, számítógép funkciók). Hűtő- tároló berendezése van, élelmiszer és kutatási anyagok szállítására képes. Az űrrepülőgép dokkolását követően a robotkarral kiemelték a raktérből és az űrállomás Unity kikötőmoduljához kapcsolták. Az űrrepülőgépről nem volt kapcsolat a modullal (teheráruként szerepelt).
A NASA 2009. augusztus 29-én jelentette be, hogy az STS–133 repülés MPLM modulja fent marad az űrállomáson, ennek megfelelően átalakítják a Leonardo modult állandó raktármodullá (PMM, Pressurized Multipurpose Module = hermetikus többfeladatú modul). Az átalakítás során a modul külső felületéről eltávolítják az új feladatához felesleges csatlakozókat és további mikrometeorok elleni védőlemezekkel erősítik meg a burkolatát.